# Yorke Island
Yorke Island är en ö i Kanada.   Den ligger i Strathcona Regional District och provinsen British Columbia, i den sydvästra delen av landet, 3 700 km väster om huvudstaden Ottawa. Arean är 0,38 kvadratkilometer.
Terrängen på Yorke Island är platt. Öns högsta punkt är 82 meter över havet. Den sträcker sig 0,7 kilometer i nord-sydlig riktning, och 0,8 kilometer i öst-västlig riktning.
I omgivningarna runt Yorke Island växer i huvudsak barrskog. Runt Yorke Island är det glesbefolkat, med 17 invånare per kvadratkilometer.